# Match race
Il Match Race è una tipologia di regata  tra due imbarcazioni a vela appartenenti alla stessa classe. Si differenzia dalle regate di flotta o fleet races in cui a  gareggiare sono tre o più imbarcazioni. 
Un esempio sono le regate della Louis Vuitton Cup e della America's Cup, anche se queste condividono solo alcune caratteristiche del Match Race moderno.
Oltre al numero di imbarcazioni, a distinguere in modo macroscopico i due tipi di regata sono il modo di girare le boe (nel Match Race vengono lasciate a dritta) e la tattica. La diversa strategia è dovuta al fatto che nelle regate di flotta a vincere è in genere la barca più veloce, mentre nel Match Race la barca vincente non sempre è quella più rapida bensì quella che riesce a lasciarsi alle spalle l'avversario sul quale si concentra tutta la gara. Più generalmente quindi nelle gare di flotta l'attenzione è riservata alle prestazioni della propria barca laddove nel Match Race si concentra quasi completamente sull'avversario.

## Il Match Race

### La partenza
Il flight inizia con un segnale di attenzione da parte del Comitato di Regata emesso 10 minuti prima dell'effettivo segnale di partenza issando la bandiera. In molte regate non della massima serie questo tempo è stato abbassato a 7 minuti per snellire i tempi ed accelerare al massimo. Un altro segnale verrà fatto cinque minuti prima del via e indica il numero di match da disputare. Le due barche (una con una bandiera blu a sinistra ed una con una bandiera gialla a destra) entreranno nell'area di partenza dai lati opposti della linea di partenza e dall'alto, quattro minuti prima del via. Durante i successivi quattro minuti, le barche saranno impegnate in una furiosa battaglia di pre-partenza, nella quale ognuna delle due cercherà di guadagnare un vantaggio rispetto all'altra. L'obiettivo è quello di far attraversare la linea di partenza in anticipo all'altra barca (proibito), o di partire correttamente davanti all'altra barca. Il dare anche una penalità all'avversario è un'altra possibilità visto che la barca con penalità non può "pulirla" (cancellarla) prima di essere partita e quindi, anche se dovesse partire avanti, dovrebbe comunque fermarsi per pulire la penalità e sarebbe presto superata dall'altra.

### La bolina
Il lato del percorso verso cui puntare è meno importante del controllo dell'avversario. Chi parte avanti avrà come obiettivo di restare tra l'avversario e la successiva boa e in controllo. Chi parte dietro cercherà invece di liberarsi dalla copertura e di andare, possibilmente da solo, verso la boa di bolina.
Il cosiddetto "tacking-duel" (duello di virate) è una delle tecniche utilizzate per liberarsi dalla copertura anche perché, la barca dietro, non ha molto da perdere visto che, se rimane in quella posizione, avrebbe comunque perso il match.
In tutti i casi, visto che superare una barca su un lato di bolina e su percorsi così brevi come quelli di un match race (una regata dura in media 15-20 min), un buon target per la barca che segue, è cercare di arrivare alla boa di bolina il più vicino possibile alla barca che precede in modo da provare ad attaccarla sul lato di poppa dove chi segue copre chi sta davanti, ribaltando la situazione precedente.

### La boa di bolina
L'approccio alla boa di bolina è un momento molto delicato.
Le regole dicono che la barca tra la boa e l'avversario ha diritto di passo e farà di tutto per mantenerlo ma solo se entrambe le barche sono sulle stesse mure. Se le barche sono su mure differenti la barca mure a dritta (che riceve il vento sul lato destro dello scafo ed ha quindi le vele sul lato sinistro) ha diritto di passo.
Questo fa sì che chi segue cercherà sempre di arrivare in boa mure a dritta per obbligare l'avversario a virare e guadagnare, in questo modo, qualche prezioso secondo.
L'issata dell spinnaker può avvenire in diversi modi a seconda se si decida di proseguire dritto o cambiare bordo (abbattere) e cercare il vento da un'altra parte. In genere chi arriva primo in boa sceglie dove andare e chi segue proverà a coprirlo per tutto il lato.